# Snoop Dogg
Pour les articles homonymes, voir Doggy.
Snoop Dogg, de son vrai nom Calvin Cordozar Broadus, Jr. (né le 20 octobre 1971 à Long Beach, en Californie), est un rappeur, chanteur, producteur musical et acteur américain. Il se popularise initialement en tant que MC dans le milieu du rap West Coast et devient l'un des protégés du rappeur-producteur Dr. Dre. Sa mère le surnomme rapidement « Snoopy », en raison de sa ressemblance avec le célèbre chien, personnage principal du comic strip Peanuts ; il adopte par la suite le nom de Snoop Doggy Dogg lorsqu'il se lance dans la musique. Il raccourcit son nom de scène en 1998, lorsqu'il quitte le label qui le révèle, Death Row Records, pour signer sur le label de Master P, No Limit Records.
En 1993, son premier album, Doggystyle, est publié au label Death Row Records, débutant premier du Billboard 200 et des Billboard Top R&B/Hip-Hop Albums. Avec presque un million d'exemplaires vendus en une semaine, Doggystyle est certifié quadruple disque de platine en 1994 et contient plusieurs singles à succès, comme Who Am I (What's My Name)?, Gin and Juice ou encore Ain't No Fun (If the Homies Can't Have None). En 1994, il participe à la bande originale du court-métrage Murder Was the Case de Death Row Records, dans lequel il tient également le rôle principal. Son deuxième album, Tha Doggfather (1996), débute premier des classements et contient le single à succès Snoop's Upside Ya Head. Environ une année après sa sortie, l'album est certifié double disque de platine.
Snoop Dogg devient célèbre pour sa voix « traînante, nonchalante et paresseuse », faisant contraste avec la plupart des rappeurs de sa génération. Avec plus de 40 millions d'albums écoulés à l'international, Snoop Dogg est aujourd'hui considéré comme un pilier incontestable de la culture hip-hop et comme une « légende » du hip-hop. Il s'est temporairement appelé Snoop Lion, à la suite de son expérience dans le reggae en 2012.
Depuis 1994, Snoop Dogg a joué dans un très grand nombre de films et séries, en incarnant souvent sa propre personne. Il a également prêté sa voix à de nombreux personnages de films d'animation.
En 2016, il devient WWE Hall of Famer grâce à son apparition aux côtés de sa cousine Sasha Banks. Le 19 novembre 2018, il obtient son étoile sur le Hollywood Walk of Fame d'Hollywood Boulevard. Le 11 août 2024, il se produit à Los Angeles, seul puis  au côté de Dr Dre, dans le cadre de la cérémonie de clôture des Jeux olympiques de Paris pour le passage de relais pour les Jeux de 2028.
Plusieurs de ses cousins sont également rappeurs, dont RBX et Nate Dogg.

## Biographie

### Jeunesse
Snoop Dogg de son vrai nom Calvin Cordozar Broadus Jr., est né le 20 octobre 1971 à Long Beach au sud de Los Angeles, en Californie,,,,,. Il est le second des trois fils nés de Beverly Broadus. Son père, Vernell Varnado, est un chanteur, postier et vétéran de la guerre du Viêt Nam, souvent absent de la vie de Calvin. Les parents de Calvin le surnomment « Snoopy », à cause de sa ressemblance avec le célèbre chien, et parce qu'il aimait fourrer son nez partout et qu'en anglais cette expression se traduit par snooping around. Tout jeune, Calvin Broadus (le nom de sa mère) commence à chanter pour l'église baptiste Golgotha Trinity et à jouer du piano. En sixième, il commence à rapper. Il va au lycée Long Beach Polytechnic High School, puis est transféré au lycée Jordan High School, ; il est également accusé de trafic de cocaïne et condamné à une peine de six mois de prison à Wayside County Jail.
À l'école, il est « bon élève » et plutôt « discret », d'après ses professeurs. C'est au sein de l'équipe de basket du lycée qu'il semble le plus extraverti. Il obtiendra son diplôme de l'enseignement secondaire. Mais peu de temps après, il a fréquemment des ennuis avec la justice et se rapproche des Rollin' 20's Crips, le groupe local des Crips, un gang connu et surveillé par le FBI et la CIA. Pendant les trois années qui suivent, il est régulièrement emprisonné et trouve alors un sens à sa vie en se réfugiant dans la musique. Snoop Dogg commence des cassettes de rap « faites maison » avec son cousin Nate Dogg et son ami de lycée Warren G, demi-frère de Dr. Dre, le membre du sulfureux groupe de Compton, NWA. À eux trois, ils forment un groupe qu'ils baptisent d'abord Three The Hard Way puis 213, en référence au code téléphonique de Long Beach.

### Succès avec Death Row (1992–1997)
Conseillé par Warren G, Dr. Dre commence à collaborer avec Snoop, d'abord sur la bande originale du film Deep Cover, puis sur le premier album solo de Dr. Dre, The Chronic, avec les autres membres de son premier groupe Tha Dogg Pound, notamment Daz Dillinger. Snoop participe à plusieurs chansons, notamment le légendaire Nuthin' But a 'G' Thang, ce qui lui permet d'accéder à la notoriété dans le milieu du hip-hop.
Après de nombreux reports de date, le premier album de Snoop, Doggystyle, est finalement publié le 23 novembre 1993 au label Death Row Records. Il devient le premier album rap de l'histoire premier des classements musicaux, popularisant ainsi le rap West Coast et le G-funk,. Malgré les quelques critiques qui décrivent l'album comme une copie de The Chronic, les accusations relatives au meurtre et à ses propos misogynes, l'album reste au sommet du palmarès pendant plusieurs mois grâce aux hits Who Am I (What's My Name)?, Ain't No Fun et Gin and Juice. Pendant ce temps, les ventes de Doggystyle atteignent quatre millions d'exemplaires et est certifié disque de platine. About.com le classe 19e dans sa liste des meilleurs albums hip-hop/rap de tous les temps.
Au cours d'une tournée britannique en 1994, les journaux locaux ainsi qu'un député réclament que le gouvernement expulse le rappeur du pays. Snoop n'y prête pas attention et il s'inspire même de son procès à venir pour créer un court-métrage produit par Dre intitulé Murder Was the Case et une bande originale l'accompagnant.
Après le verdict de son procès, Snoop profite d'une période d'accalmie pour enregistrer son second album Tha Doggfather, qui paraît en novembre 1996. Le gangsta rap est alors en déclin, plombé par la mort de Tupac Shakur, les ventes en souffrent et n'atteignent que deux millions d'exemplaires, ce qui est décevant pour un artiste de renommée mondiale. Dr. Dre ayant quitté Death Row plus tôt dans l'année, Snoop coproduit donc cet album lui-même avec Daz Dillinger et DJ Pooh.

### No Limitet succès continu (1998–2006)

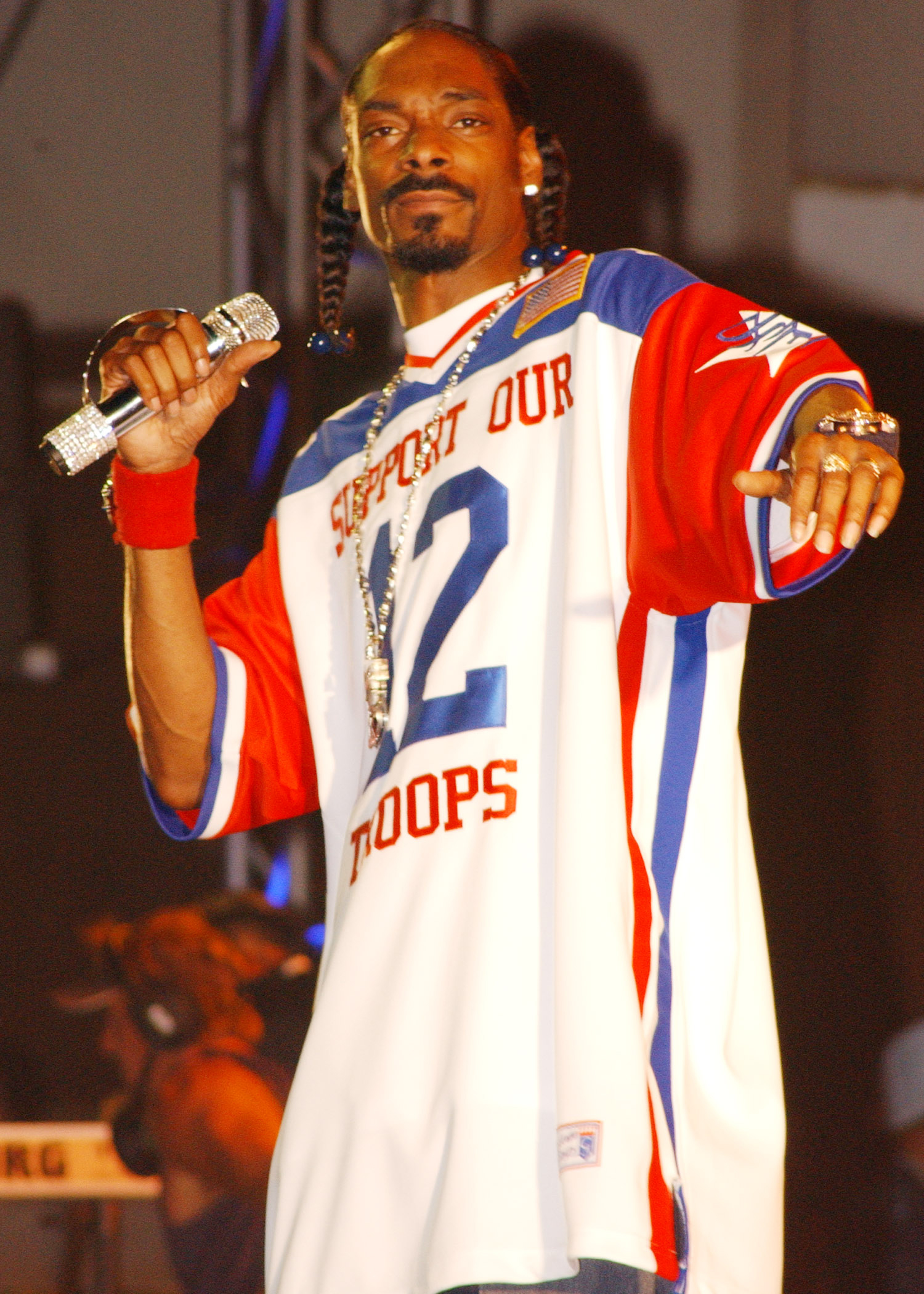
Snoop Dogg sur scène à Hawaï en 2005.

Après une parenthèse à la suite de la disparition de son ami Tupac, il signe sur le label No Limit et revient en 1998 avec Da Game Is to Be Sold, Not to Be Told puis No Limit Top Dogg. Son dernier album sur No Limit s'intitule Tha Last Meal, publié le 5 décembre 2000. Il est suivi de la tournée Up in Smoke aux États-Unis avec notamment les rappeurs Dr. Dre, Eminem, Ice Cube, Xzibit et Nate Dogg. En 2001, il lance une autobiographie et commence à s'intéresser au cinéma ; il joue ainsi dans Training Day avec Denzel Washington, mais aussi dans Baby Boy et plus tard dans Starsky et Hutch. Snoop produit également un film pornographique intitulé Snoop Dogg's Hustlaz Diary of a Pimp avec le magazine Hustler en 2001, où il combine hip-hop et pornographie, sorti le 3 décembre 2002, qui lui valut un AVN Award (oscar du porno américain) pour meilleure vente de l'année. Plusieurs autres films du genre suivront et finalement Snoop créera sa propre compagnie de production de films, Snoopadelic Films, en 2005.
En 2002, il annonce arrêter l'alcool et le cannabis. Plus tard dans l'année, il publie son album Paid tha Cost to Be da Bo$$ le 26 novembre, qui atteint la 12e place du Billboard 200. Il contient les tubes From da Chuuuch to da Palace et Beautiful, avec Pharrell Williams des Neptunes au refrain. Le 21 mai 2004, il collabore à nouveau avec Nate Dogg et Warren G pour leur groupe de rap 213 ; ils publient l'album The Hard Way, contenant le single Gangsta Luv, qui atteint la 4e position dans le classement Billboard 200. En 2004, Snoop signe sur le label Star Trak des Neptunes, ces derniers produisant plusieurs morceaux pour son album R and G (Rhythm and Gangsta): The Masterpiece. Le premier single, Drop It Like It's Hot (avec Pharrell), devint son premier single à atteindre la première place des classements. Son troisième single est Signs (avec Justin Timberlake et Charlie Wilson), qui débute dans les classements britanniques en deuxième position.
Snoop Dogg annonce ensuite la publication de son prochain album, Tha Blue Carpet Treatment, et sa production par son vieil associé Dr. Dre, dissipant ainsi les rumeurs d'une brouille entre les deux compères ces derniers temps.

### DeEgo Trippin'à7 Days of Funk(2007–2013)

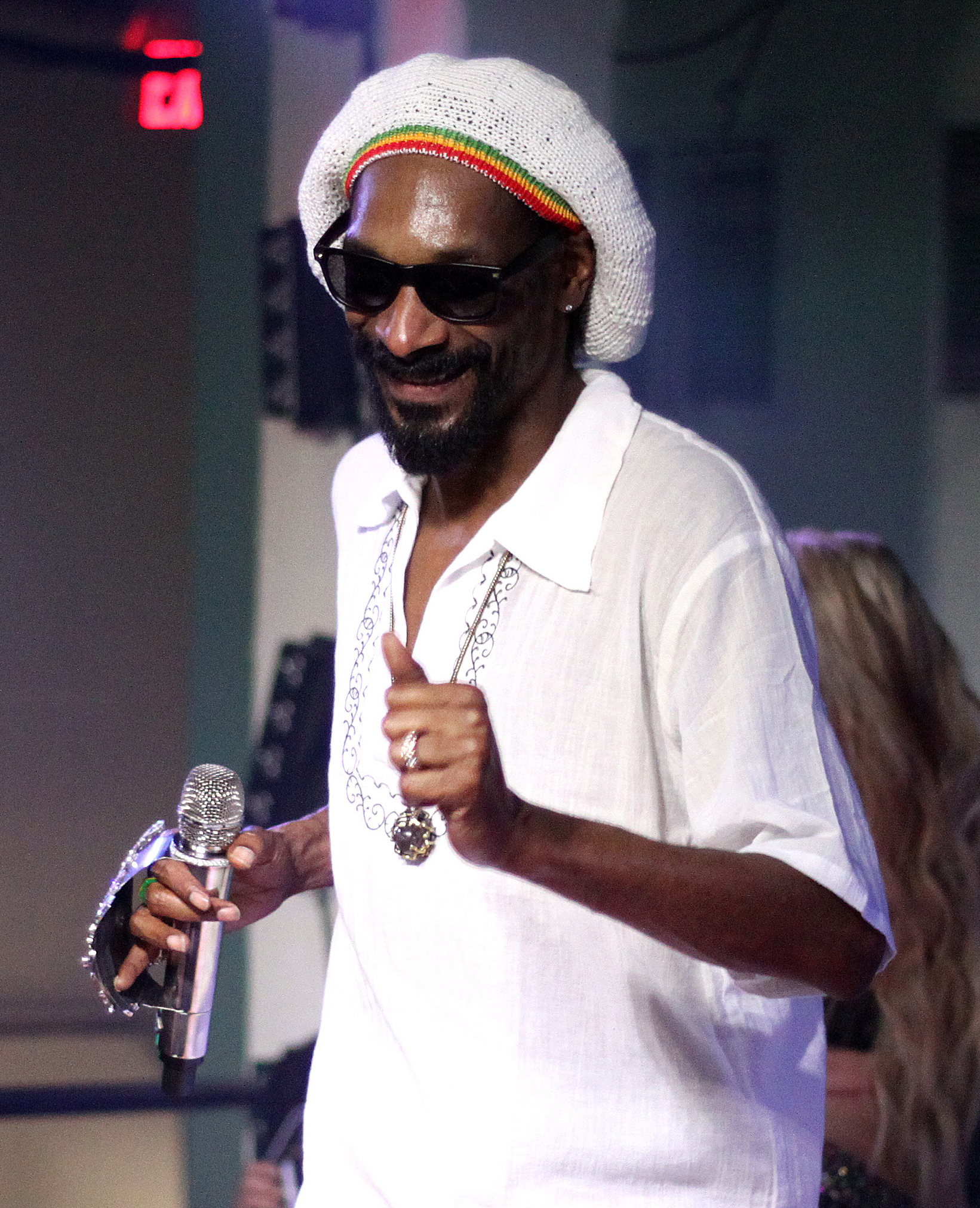
Snoop Dogg à Toronto, au Canada, en 2012.

En 2007, Snoop Dogg décide d'être l'acteur principal d'une série de téléréalité dans laquelle il présente notamment sa vie professionnelle et familiale, et ses démêlés avec la justice. L'émission, intitulée Snoop Dogg's Father Hood (Marié, 3 enfants), est initialement diffusée le 9 décembre 2007 aux États-Unis sur la chaîne E!. La même année, Snoop Dogg est arrêté en septembre pour possession d'arme dans un avion. Il plaide coupable et est condamné à 160 heures de travail d'intérêt général. Il devient plus tard l'annonceur du Bunnymania Lumberjills Tag Team Match entre Ashley et Maria contre Melina et la WWE Women's Champion Beth Phoenix lors de WWE WrestleMania XXIV[réf. souhaitée]. Snoop Dogg apparaît aussi dans Weeds, jouant son propre rôle (épisode 2-08 : MILF Money). En tant qu'artiste associé, il joue le rôle d'un chanteur dans un épisode de la série Monk, Mr. Monk and the Rapper, dont il effectue également une reprise du générique, diffusé le 20 juillet 2007. En novembre 2007, Snoop revient avec un nouveau single intitulé Sensual Seduction, dans lequel il s'essaie au chant en utilisant une talkbox pour modifier sa voix, à la manière de l'une de ses idoles, Roger Troutman du groupe Zapp.
En mars 2008, Snoop publie son neuvième album, Ego Trippin'. À l'origine, l'album ne devait comporter aucun featuring d'où le titre (« triper avec son égo, avec soi-même »). Cependant, Snoop abandonne l'idée et collabore avec Charlie Wilson, Too $hort, et Kurupt. À la production, Snoop fait appel aux Neptunes mais également à DJ Quik, Terrace Martin, et Shawty Redd. Mais, il travaille également avec de très grands producteurs de renom tels que Teddy Riley, qui a notamment travaillé sur l'album Dangerous de Michael Jackson, et Raphael Saadiq qui collabore avec de nombreux artistes soul et RnB. Le titre Sensual Seduction est resté néanmoins 12 mois d'affilée le clip le plus diffusé sur les chaînes de télévision et est donc resté premier dans la diffusion des clips[réf. nécessaire]. En septembre, il vient en France pour y effectuer une mini-tournée (en marge de sa tournée européenne). Il visite ainsi quatre villes : Lyon le 12, Toulouse le 13, Nantes le 14 et Paris le 15[réf. nécessaire]. Le 19 octobre 2009, il est le Guest Host de Raw à la WWE pendant un soir. C'est lui qui animera le show rouge de Vince McMahon pour une soirée[réf. nécessaire]. En décembre de la même année, Snoop publie son 10e album intitulé Malice n Wonderland.
En mars 2010, Snoop publie More Malice, une réédition de Malice n Wonderland avec sept titres supplémentaires. En 2010, Snoop Dogg participe à une vidéo avec le producteur Swizz Beatz, affirmant enregistrer son nouvel album intitulé DoggyStyle 2: The Doggumentary avec des invités comme Eminem, Xzibit, B-Real, Nipsey Hussle et The Game. Finalement, son onzième album studio s'intitule Doggumentary et contient des collaborations de Kanye West, John Legend, Daz Dillinger, Kokane, Too $hort, Bootsy Collins, T-Pain, Wiz Khalifa ou encore Gorillaz. Il est publié fin mars 2011. En 2011, il fait une apparition dans la série 90210 Beverly Hills : Nouvelle Génération, dans l'épisode 17 de la saison 3, où il chante avec le personnage de Dixon Wilson. En 2011, le titre Sweat, produit par David Guetta, en featuring avec Snoop Dogg et Afrojack, est un succès international. Il devient le « père spirituel » du rappeur de Pittsburgh Wiz Khalifa. Ils produisent et jouent dans leur propre film Mac and Devin Go to High School (2012) dont l'album éponyme est un succès notamment grâce au titre Young, Wild, and Free. Raheem DeVaughn et Snoop Dogg collaborent sur la mixtape Destination Loveland et comptent poursuivre leur partenariat en travaillant sur un album commun.
En juillet 2012, Snoop Dogg publie le titre La La La produit par Diplo. Le titre reggae annonce le prochain album de Snoop sous le nom de scène Snoop Lion, Reincarnated, qui suit cette sonorité reggae. Le 19 décembre, les titres Here Comes The King et Lighters Up sont disponibles sur iTunes. Rebaptisé Snoop Lion, il se dit maintenant rastafari, mais ce n'est pas du goût de tout le monde. Ainsi, Bunny Wailer, membre des Wailers, dénonce une tentative pour vendre plus de disques, et des dirigeants du conseil Rastafari lui ont envoyé sept pages de réclamations, et le menacent de poursuites judiciaires. L'album Reincarnated est publié le 23 avril 2013. Il publie un titre No Guns Allowed avec Drake et Cori B (sa fille) ainsi qu'un duo avec Miley Cyrus, intitulé Ashtrays and Heartbreaks.
En septembre 2013, il publie la mixtape Royal Fam avec le groupe tha Broadus Boys, composé de ses fils Spanky Danky (Corde Calvin Broadus) et Dirty D (Cordell Broadus),.

### Bushet autres activités (2014-2020)
En mai 2014, Snoop publie la chanson Wiggle en featuring avec Jason Derulo, Hangover avec PSY et Viser le K.O avec David Carreira[réf. nécessaire].
En 2015, il sera incarné par Keith Stanfield dans le film sur N.W.A., NWA: Straight Outta Compton, réalisé par F. Gary Gray. En mars 2015, il signe un partenariat avec la chaîne de télévision américaine HBO pour produire une nouvelle série qui se déroulera dans les années 1980 et tournera autour d'une famille de Los Angeles. Le 12 mai 2015, il publie son treizième album, intitulé Bush. Produit exclusivement par Pharrell Williams, l'album fait participer Charlie Wilson, Stevie Wonder, Gwen Stefani, T.I., Kendrick Lamar et Rick Ross en featuring, et trois single incluant Peaches N' Cream, So Many Pros et California Roll. Snoop redevient officiellement Snoop Dogg et revient à ses débuts avec des tonalités funk. En juillet 2015, il apparaît dans le quatrième épisode de l'émission sud-coréenne Show Me The Money 4, qui est une compétition de rap. Dans cet épisode il aide les juges, qui sont des rappeurs connus en Corée du Sud, à choisir les quatre candidats à éliminer. Début août 2015, il est interpellé en Italie. Il transportait 422 000 dollars en espèces dans des taies d'oreillers.
Le 12 mars 2017 sort sur la plateforme YouTube le titre Lavender (Nightfall Remix) de BadBadNotGood featuring Kaytranada. Dans le clip très controversé, Snoop Dogg pointe une arme (factice) sur le Président des États-Unis Donald Trump. Son quinzième album studio Neva Left, sort en mai 2017. Le premier single de cet album est publié le 25 avril 2017, et s'intitule Mount Kushmore avec B-Real, Method Man et Redman.
En octobre 2017, il sort l'EP Make America Crip Again.
Le 16 mars 2018, il sort un album hip-hop chrétien intitulé Bible of Love. Le 5 octobre 2018, il tient le premier rôle masculin dans la pièce de théâtre Redemption of a Dogg basée sur sa vie, qui débute à Houston, aux États-Unis, et qui comprend en vedette la chanteuse aux cinq octaves Tamar Braxton. En parallèle, il obtient sa propre émission de cuisine Martha & Snoop's Potluck Dinner Party, aux côtés de Martha Stewart, qui est un triomphe. De ce fait, il publie son premier livre de cuisine From Crook to Cook: Platinum Recipes from Tha Boss Dogg's Kitchen, qui est aussi un triomphe aux États-Unis. Le 19 novembre 2018, il obtient son étoile sur le Walk of Fame d'Hollywood Boulevard.
En 2019, il apparait sur le single Earth du rappeur Lil Dicky. Le 20 avril 2019, il est l'un des nombreux artistes à témoigner dans le documentaires Green Is Grass. Dans la foulée, il double un personnage dans la série animée culte American Dad! et joue dans un épisode de la série New York, unité spéciale. Le 19 juin 2019, il apparait aussi dans le documentaire musical The Miracle Mile Shot. Le 31 juillet 2019, il est à l'affiche du film The Beach Bum, aux côtés de Matthew McConaughey, Isla Fisher, Martin Lawrence et Zac Efron. Le 4 octobre 2019, il est acteur dans le film Dolemite Is My Name, ayant pour vedettes principales Eddie Murphy et Wesley Snipes, qui est présenté en avant-première au festival international du film de Toronto 2019 et sort ensuite sur Netflix,. Le 4 décembre 2019, il est à l'affiche du film d'animation La Famille Addams, dont il double la voix du cousin machin et co-interprète le single My Family, aux côtés du groupe Migos et Karol G. Aux États-Unis, le film est un succès, reçoit d'excellentes critiques, tout en cumulant 170 millions de dollars de recettes juste aux États-Unis,.

### Diversification (depuis 2020)
En 2020, il apparaît dans une publicité pour Just Eat, entreprise de livraison de repas à domicile.
La même année, il obtient un petit rôle dans la 3e adaptation cinématographique de Bob L'éponge, intitulée Bob l'éponge, le film : Éponge en eaux troubles, qui sort le 5 juillet 2020,. Si la sortie du film au cinéma est annulée mondialement à cause du coronavirus, il est un succès sur Netflix et obtient des critiques élogieuses,. Le 4 décembre 2020, il est la vedette de l'émission intitulée Mariah Carey's Magical Christmas Special de Mariah Carey, qui est diffusée sur la plateforme Apple TV+ et qui comprend en vedette Ariana Grande, Jennifer Hudson, Jermaine Dupri, Billy Eichner, Misty Copeland et Tiffany Haddish,,. Le show est un triomphe phénoménal et se classe à la 1re place des programmes les plus vus de la plateforme dans 100 pays.
Le 21 mai 2021, il prête sa voix à l'un des personnages du film d'animation Pauvre toutou !, qui est disponible sur Netflix. Le 18 juin 2021, il obtient un petit rôle dans le film d'horreur Blood Pageant, aux côtés de Stephen Baldwin et Beverly Mitchell. Le 11 juin 2021, il est à l’affiche de deux films qui sortent en ce même jour The House Next Door: Meet the Blacks 2, comprenant en vedette Mike Epps, mais aussi Domino: Battle of the Bones ayant pour casting David Arquette.
En février 2022, Snoop Dogg annonce qu'il vient d’acquérir la marque Death Row Records, son ancien label, auprès du MNRK Music Group (anciennement eOne Music). Ce rachat n'inclut pas de suite les droits des précédents albums et chansons du label mais un nouvel accord pourrait permettre l'acquisition de chansons de Dr. Dre, Tha Dogg Pound ou encore Tupac Shakur,,. Il sort peu après son 19e album studio, BODR (pour « Bacc On Death Row »). Le 13 février 2022, il participe au concert de la mi-temps du Super Bowl LVI, aux côtés de Dr. Dre, Eminem, 50 Cent, Kendrick Lamar et Mary J. Blige. Le 9 décembre 2022, il publie l'album Snoop Cube 40 $hort avec le supergroupe Mount Westmire, formé avec Ice Cube, E-40 et Too $hort.
Le 13 février 2023, il est l’une des nombreuses vedettes invitées du remake du film House Party. Il joue également le rôle du pasteur Swift dans 4 épisodes de la seconde saison de la série BMF. Il interprète le rôle de Calvin pour l’épisode 22 de la 1re saison de la série Lopez Vs Lopes. Le 20 Novembre 2023, il est une des stars vedettes du film Bomb Pizza aux côtés de Ray J.
Le 26 janvier 2024, il tient le rôle principal du film The Underdoggs, qui est distribué sur Amazon Prime. Le 8 Mars 2024, il est choisi pour interpréter le single Love You More, extrait de la bande originale du film Bosco, qui comprend en vedettes Thomas Jane et Vivica A. Fox.
Le 26 juillet 2024, il est relayeur de la flamme olympique lors de la journée d’ouverture des Jeux olympiques de Paris 2024. Il a été choisi par la chaîne américaine NBC comme consultant et commentateur sur plusieurs épreuves et pour des émissions de divertissement autour de l’événement parisien,.
Le 31 juillet 2024, il réitère l'expérience du doublage en prêtant sa voix à l’un des personnages du film d’animation Garfield, Héros malgré lui, dont il chante également la chanson phare Let It Roll en collaboration avec Keith Urban. Le film est un succès, obtient de bonnes critiques et rapporte 255 millions de dollars de recettes mondiales.
En 2024, il est signé par le label de Dr. Dre Aftermath Entertainment pour sortir son prochain album, intitulé Missionary en novembre . Snoop Dogg le présente comme une suite de l'album Doggystyle.

## Vie personnelle
Selon un test ADN, Snoop Dogg serait à 71 % d'origine d'Afrique subsaharienne, à 23 % d'origine amérindienne et à 6 % d'origine européenne.
Snoop Dogg se marie avec son amour de lycée, Shante Taylor, le 12 juin 1997. Ils divorcent le 21 mai 2004, mais le couple se remarie à l'église le 12 janvier 2008.
Il a quatre enfants : Corde Calvin Broadus, Cordell Broadus, Julian Corrie Broadus et une fille Cori Broadus. Cordell Broadus joue wide receiver au football américain pour les Bruins d'UCLA (université de Californie à Los Angeles) en NCAA. Cori Broadus apparaît elle sur la chanson No Guns Allowed sous le pseudonyme Cori B., de l'album Reincarnated. Snoop Dogg a aussi un petit-fils prénommé Zion.
Il est le cousin des rappeurs de Daz Dillinger, Nate Dogg, Lil ½ Dead la chanteuse, Brandy Norwood de la catcheuse Mercedes Monè. Il est le neveu du bassiste Bootsy Collins.
Lors de la campagne pour l'élection présidentielle américaine de 2016, il soutient Hillary Clinton.
Le 25 octobre 2021, Snoop Dogg annonce sur les réseaux sociaux le décès de sa mère Beverly Tate, sans préciser la cause.
En 2009, il a été annoncé comme membre de Nation of Islam. En 2012, il s’est converti au Mouvement rastafari.
En 2018, il a affirmé avoir vécu une nouvelle naissance et être devenu chrétien.

## Affaires judiciaires

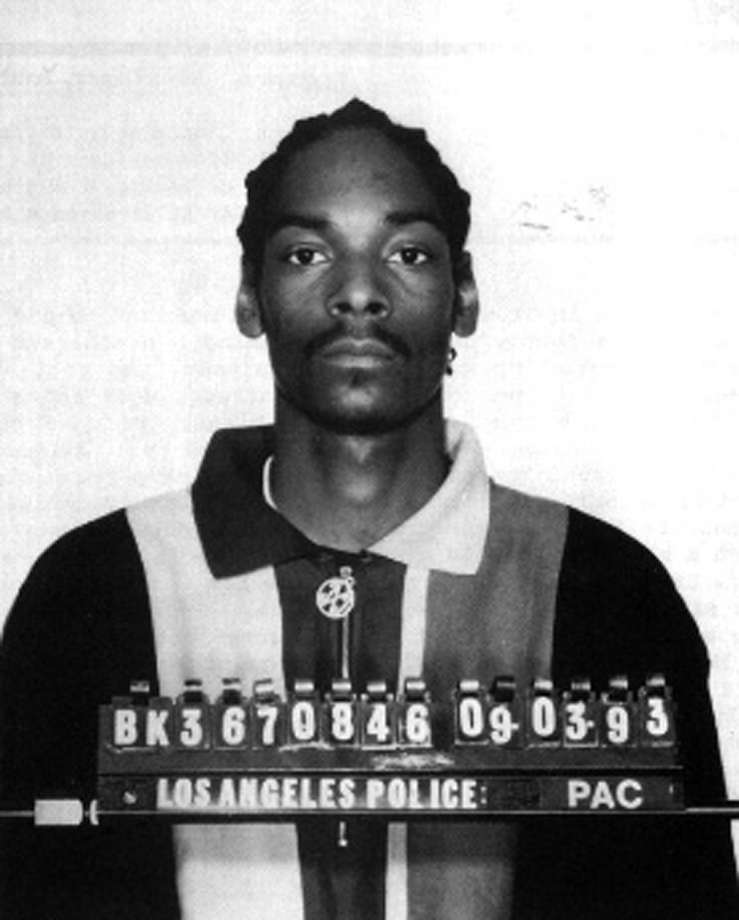
Photographie d'identité judiciaire de Snoop Dogg en 1993

En août 1993, alors qu'il est en studio pour enregistrer son premier album Doggystyle, Snoop et son garde du corps, McKinley Lee, sont arrêtés à la suite du meurtre de Phillip Woldermarian, un membre d'un gang rival rencontré en 1989,. Snoop plaide la légitime défense, soutenant que la victime le poursuivait. Défendu par Johnnie L. Cochran,  le 20 février 1996 il sera acquitté pour légitime défense et parce qu'il conduisait la voiture, tandis que Lee a tiré sur la victime. En février 2024, l’affaire est close.
Le 26 avril 2006, Snoop Dogg et les membres de son entourage sont arrêtés à l'aéroport de Heathrow, à la suite d'une échauffourée qui blesse sept policiers après avoir été renvoyés de la première classe de British Airways. Snoop et ses amis ne peuvent voyager en première classe car, bien qu'une partie de l'entourage en ait le droit, d'autres membres devaient voyager en classe économique. Après que le groupe a été escorté dehors, ils vandalisent un magasin détaxé en jetant des bouteilles de whisky. Après une nuit en prison, Snoop Dogg et les autres hommes sont libérés le 27 avril, mais il ne peut toutefois pas honorer son concert prévu à Johannesbourg le jour même.

### Accusation de viol
En janvier 2005, Snoop Dogg a été poursuivi en justice par une maquilleuse qui affirmait que Snoop Dogg et plusieurs autres l'avaient droguée et violée dans les coulisses d'un enregistrement Jimmy Kimmel Live en 2003. Snoop Dogg avait intenté une action en justice pour extorsion contre la femme un mois avant qu'elle ne porte plainte. En août 2005, les deux parties se sont mises d’accord, l’accusateur déclarant que « l’affaire avait été résolue à l’amiable » et le représentant de Snoop Dogg déclarant qu’aucun argent n’avait été échangé.
Il est accusé en février 2022 de viol par une femme qui a gardé l'anonymat. Au moment des faits incriminés, en 2013, elle participait à ses concerts comme danseuse. La plainte est retirée à l'amiable en avril de la même année.

### Interdictions de territoires
Le 15 mai 2006, après son arrestation pour vandalisme à Londres, le ministère de l'Intérieur de la région a décidé que Snoop Dogg se verrait refuser l'entrée au Royaume-Uni dans un avenir prévisible et son visa britannique lui a été refusé l'année suivante. Cependant, depuis mars 2010, Snoop Dogg a été autorisé à revenir au Royaume-Uni. Selon Snoop Dogg, la reine Elizabeth II a annulé l'interdiction en déclarant « Cet homme n'a rien fait dans notre pays. Il peut venir. ».
En avril 2007, le ministère australien de l'Immigration et de la Citoyenneté a interdit à Broadus d'entrer dans le pays pour des raisons de moralité, en invoquant ses condamnations pénales antérieures. Il devait apparaître aux MTV Australia Video Music Awards le 29 avril 2007. La DIAC australienne a levé l'interdiction en septembre 2008 et lui a accordé un visa pour visiter l'Australie.
En juillet 2012, Snoop Dogg s'est vu interdire d'entrer en Norvège pendant deux ans après être entré dans le pays le mois précédent en possession de 8 grammes (0,3 oz) de marijuana et d'une somme non déclarée de 227 000 kr en espèces, soit environ 29 400 dollars américains en 2022,.

## Discographie

### Albums studio
- 1993 : Doggystyle
- 1996 : Tha Doggfather
- 1998 : Da Game Is to Be Sold, Not to Be Told
- 1999 : No Limit Top Dogg
- 2000 : Tha Last Meal
- 2002 : Paid tha Cost to Be da Bo$$
- 2004 : R and G (Rhythm and Gangsta): The Masterpiece
- 2006 : Tha Blue Carpet Treatment
- 2008 : Ego Trippin'
- 2009 : Malice n Wonderland
- 2011 : Doggumentary
- 2013 : Reincarnated
- 2015 : Bush
- 2016 : Coolaid
- 2017 : Neva Left
- 2018 : Bible of Love
- 2019 : I Wanna Thank Me
- 2021 : From tha Streets 2 tha Suites
- 2022 : BODR
- 2024 : Missionary

### Bandes originales de film
- 1994 : Murder Was the Case (Death Row Records)
- 1999 :  Smokefest Underground (Lock Down Productions)
- 2001 : The Wash (coproduit par Dr. Dre) (Aftermath Entertainment / Doggystyle Records / Interscope Records)
- 2001 : Bones (Doggystyle Records)
- 2002 : Astérix et Obélix : Mission Cléopâtre (feat. Jamel Debbouze)
- 2003 : Raw N Uncut vol. 1
- 2011 : Mac and Devin Go to High School (Doggystyle Records / Priority Records)
- 2012 : Projet X  (feat. Dr. Dre)
- 2014 : Five Thirteen (feat. Outlawz)

### Albums produits
- 2009 : Snoop Dogg presents Dubb Union

### Autres projets
- 2013 : 7 Days of Funk (avec Dâm-Funk)
- 2022 : Snoop Cube 40 $hort (avec Mount Westmore)

## Filmographie

### Cinéma
- 1994 : Murder Was the Case (court métrage) de Dr. Dre : Silky Slim / lui-même
- 1998 : MP Da Last Don (moyen métrage vidéo) de Michael Martin et Master P : le patron du bar (non crédité)
- 1998 : Da Game of Life (court métrage) de Michael Martin : Smooth
- 1998 : Les Fumistes (Half Baked) de Tamra Davis : le fumeur
- 1998 : Caught Up de Darin Scott : Kool Kitty Kat
- 1998 : Ride de Millicent Shelton : Mente
- 1998 : I Got the Hook Up de Michael Martin : le patron du bar
- 1999 : Urban Menace (vidéo) d'Albert Pyun : le prêcheur Caleb
- 2000 : Hot Boyz de Master P : Christoper « C-Dawg »
- 2000 : The Wrecking Crew d'Albert Pyun : Dra-Man
- 2000 : Snoop Dogg's Doggystyle de Michael Martin et Drew Rose : lui-même
- 2001 : Baby Boy de John Singleton : Rodney
- 2001 : Training Day d'Antoine Fuqua : Blue
- 2001 : Bones d'Ernest R. Dickerson : Jimmy Bones
- 2001 : The Wash de DJ Pooh : Dee Loc
- 2002 : Gangsta Sh*t: The Movie (vidéo) de Daz Dillinger
- 2003 : Crime Partners de J. Jesses Smith : Sam
- 2003 : Retour à la fac (Old School) de Todd Phillips : lui-même
- 2003 : Pauly Shore est mort (Pauly Shore Is Dead) de Pauly Shore : lui-même
- 2004 : Starsky et Hutch (Starsky & Hutch) de Todd Phillips : Huggy-les-bons-tuyaux (Huggy Bear en V.O.)
- 2004 : Soul Plane de Jessy Terrero. : capitaine Antoine Mack
- 2005 : Tha Eastsidaz, le Dogg se déchaine (Tha Eastsidaz) de Michael Martin : Killa Pop
- 2005 : The L.A. Riot Spectacular de Marc Klasfeld : le narrateur
- 2005 : The Tenants de Danny Green : Willie Spearmint
- 2005 : Boss'n Up de Dylan C. Brown : Cordé Christopher
- 2006 : Hood of Horror (Snoop Dogg's Hood of Horror) de Stacy Title : HOH / Devon
- 2007 : Toute ma vie en prison (In Prison my whole life) (documentaire) de Marc Evans
- 2007 : Monk d'Andy Breckman : Meutrier
- 2008 : Singh Is Kinng (सिंह इज़ किंग) d'Anees Bazmee : caméo
- 2008 : Down for Life d'Alan Jacobs : M. Hightower
- 2009 : Falling Up de David M. Rosenthal : Raul
- 2009 : Brüno de Larry Charles : lui-même
- 2010 : The Big Bang de Tony Krantz : Puss
- 2010 : Malice N Wonderland (court-métrage vidéo) : Malice Bigg
- 2012 : We the Party de Mario Van Peebles : Big D
- 2012 : Weeds  de Jenjy Kohan : lui-même
- 2012 : Mac and Devin Go to High School de Dylan C. Brown : Mac Johnson
- 2012 : Reincarnated (documentaire) d'Andy Capper : lui-même
- 2013 : Odnoklassniki.ru de Pavel Hudyakov
- 2013 : Turbo (film) de David Soren : Smoove Move
- 2013 : Scary Movie 5 de Malcolm D. Lee : Marcus
- 2015 : Pitch Perfect 2 de Elizabeth Banks : lui-même
- 2016 : Popstar: Never Stop Never Stopping d'Akiva Schaffer et Jorma Taccone : lui-même
- 2019 : The Beach Bum de Harmony Korine : Lingerie
- 2019 : Dolemite Is My Name de Craig Brewer : Roj
- 2020 : Bob l'éponge, le film : Éponge en eaux troubles : lui-même
- 2021 : The Blood Pageant de Harvey Lowry : lui-même
- 2022 : Day Shift de J. J. Perry : Big John Elliott

### Télévision
- 2001 : The Mummy Parody (court-métrage TV) de Joel Gallen : le conducteur du bateau volant
- 2004 : The L Word - Saison 1, épisodes 9 et 10 : Slim Daddy
- 2003 : Playmakers (série télévisée) - Saison 1, épisodes 10 et 11 : Edwin « Big E » Harris
- 2004 : Las Vegas - Saison 2, épisode 8 : lui-même
- 2004 : MADtv - Saison 9, épisode 15 : Back Doe Johnson
- 2004 : The Bernie Mac Show - Saison 4, épisode 1 : Calvin
- 2006 : Weeds - Saison 2, épisode 8 : lui-même
- 2007 : Monk - Saison 6, épisode 2, Monk n'ose pas dire non : Meurtrier / Russell Kroy
- 2007 : Entourage - Saison 4, épisode 5, "Medellín" va à Cannes : lui-même
- 2007-2009 : Snoop Dogg's Father Hood (série télévisée) : lui-même
- 2008-2010 : On ne vit qu'une fois (One Life to Live)
- 2009 : Brothers (2009 TV series) (en) - Saison 1, épisodes 4, 10
- 2010 : Big Time Rush - Saison 2, épisodes 8 et 9 : lui-même
- 2011 : 90210 Beverly Hills : Nouvelle Génération (90210) - Saison 3, épisode 17 : lui-même
- 2012 : Epic Rap Battles of History - Saison 2, épisode 12 : Moïse
- 2012 : Ali 70 from Las Vegas (documentaire TV) d'Alex Coletti : lui-même
- 2013 : I Love Jenni (en) - Saison 3, 1 épisode : lui-même
- 2015 : Empire : lui-même
- 2016 : Les Anges : lui-même - Saison 8, épisode 1 et 2
- 2016 : Trailer Park Boys : lui-même - Saison 10, épisode 7, 8 et 9
- 2017 : The Defiant Ones (série documentaire musicale) d'Allen Hughes : lui-même
- 2019 : New York, unité spéciale - Saison 20, épisode 22, La Guerre des mots : R.B. Banks
- 2021 : Mythic Quest - Saison 2, épisode 4 : lui-même

### Publicités
- 2020 : Just Eat
- 2021 sur internet : BIC EZ Reach

### Doublage
- 2000 : Les Stubbs (The PJs) - Saison 2, épisode 11
- 2001 : Les Rois du Texas (King of the Hill) - Saison 5, épisode 13 : Alabaster Jones
- 2001 : Volcano High (WaSanGo) de Kim Tae-gyun : Song Hak-lim (voix anglaise)
- 2003 : Le rappeur de Malibu (Malibu's Most Wanted) de John Whitesell : Ronnie Rizzat
- 2005 : Zig Zag, l'étalon zébré (Racing Stripes) de Frederik Du Chau : Lightning
- 2006 : Arthur et les Minimoys de Luc Besson : Max
- 2007-2008 : The Boondocks (série télévisée d'animation) - Saison 2, épisodes 1, 5, 13 et 17 : Macktastic / Captain Mack
- 2007 : Robot Chicken (série télévisée d'animation) - Saison 3, épisode 2 : lui-même
- 2009 : Xavier: Renegade Angel - Saison 2, épisode 5 : Per Se
- 2009 : Arthur et la Vengeance de Maltazard de Luc Besson : Max
- 2009 : Vous prendrez bien un dernier vert ? (Futurama: Into the Wild Green Yonder) (vidéo) de Peter Avanzino : lui-même
- 2010 : Freaknik: The Musical (téléfilm) de Chris Prynoski : un membre du gang
- 2010 : The Cleveland Show (série télévisée d'animation) - Saison 2, épisode 20 : lui-même
- 2012 : Trading Up: Behind the Green Door (court-métrage d'animation) de Gabriel DeFrancesco : Rick
- 2013 : Turbo de David Soren : Smooth Move
- 2015 : Sanjay et Craig (série télévisée d'animation) - Saison 2, épisode 33 : Street Dogg
- 2017 : Les Simpson - Saison 28, épisode 13 : Lui-même (voix)[112]
- 2019 : Trouble de Kevin Johnson : Lui-même (voix)
- 2019 : American Dad! (série télévisée d'animation) - Saison 14, épisode 5 : Tommy Tokes
- 2019 : La Famille Addams de Conrad Vernon et Greg Tiernan : Cousin Machin.

## Jeux vidéo
- 2003 : True Crime: Streets of LA : une mission avec Snoop Dogg peut être débloquée après avoir trouvé 30 os dans toute la ville.
- 2004 : Def Jam: Fight for NY : Snoop Dogg alias Crow dans le jeu est le boss final, il traine souvent avec Fat Joe alias Crack, et Busta Rhymes alias Magic.
- 2004 : Need for Speed Underground 2 : sa reprise de Riders on the Storm est présente dans le jeu.
- 2005 : Grand Theft Auto: San Andreas : il prête sa voix aux paroles de quelques personnages.
- 2010 : NBA 2K11 : Snoop Dogg est jouable dans le mode NBA Blacktop en Parties Pickup avec d'autres célébrités.
- 2012 : Tekken Tag Tournament 2 : Snoop Dogg fait une apparition dans une arène de combat et chante Knocc em down, la bande-originale du jeu.
- 2013 : Way of the Dogg : le protagoniste America Jones rencontre Maître Snoop[113].
- 2013 : League of Legends : son pas de danse dans le clip Drop It Like It's Hot est repris par un skin de Nasus, Nasus Infernal.
- 2013 : Grand Theft Auto V : il prête sa voix aux paroles de quelques personnages.
- 2014 : Call of Duty: Ghosts : il prête sa voix dans le mode multijoueur de Call of Duty par l'intermédiaire d'un pack téléchargeable payant.
- 2017-2019 : NHL 18, 19 et 20 : il apparaît en tant qu'invité et commente le match le temps d'une période.
- 2022 : Call of Duty: Warzone : il est disponible en cosmétique achetable dans la boutique du jeu
- 2024 : Fortnite : il est disponible en cosmétique achetable dans la boutique du jeu et en tant que boss de la map

## Pièce de théâtre
- 2018 : Redemption of a Dogg : premier rôle masculin

## Livres
- (en) Snoop Dogg, Tha Doggfather: The Times, Trials, and Hardcore Truths of Snoop Dogg, New York, N.Y., U.S., William Morrow and Company, 1999 (ISBN 0-688-17158-3)
- From Crook to Cook: Platinum Recipes from Tha Boss Dogg's Kitchen (livre de cuisine) (2018)

## Voix françaises
| - Jean-Paul Pitolin dans : - Starsky et Hutch - Soul Plane - Turbo (voix) - Entourage (série télévisée) - The League (série télévisée) - Piece by Piece (voix) - Lucien Jean-Baptiste dans : - Training Day - Baby Boy - The Wash - Mac and Devin Go to High School - Pauvre Toutou ! (voix) - Gilles Morvan dans : - Hood of Horror - Weeds (série télévisée) | - Rohff dans : - Arthur et les Minimoys (voix) - Arthur et la Vengeance de Maltazard (voix) - Sidney Kotto dans : - Empire (série télévisée) - Day Shift Et aussi - Alexis Tomassian dans Bones - Laurent Morteau dans Futurama (voix) - Gilbert Lévy dans Les Simpson (voix) - Diouc Koma dans New York, unité spéciale (série télévisée) - Frantz Confiac dans Dolemite Is My Name - Jean-Baptiste Anoumon dans The Underdoggs (en) - Grégory Lerigab dans Garfield : Héros malgré lui (voix) |